# Autosan

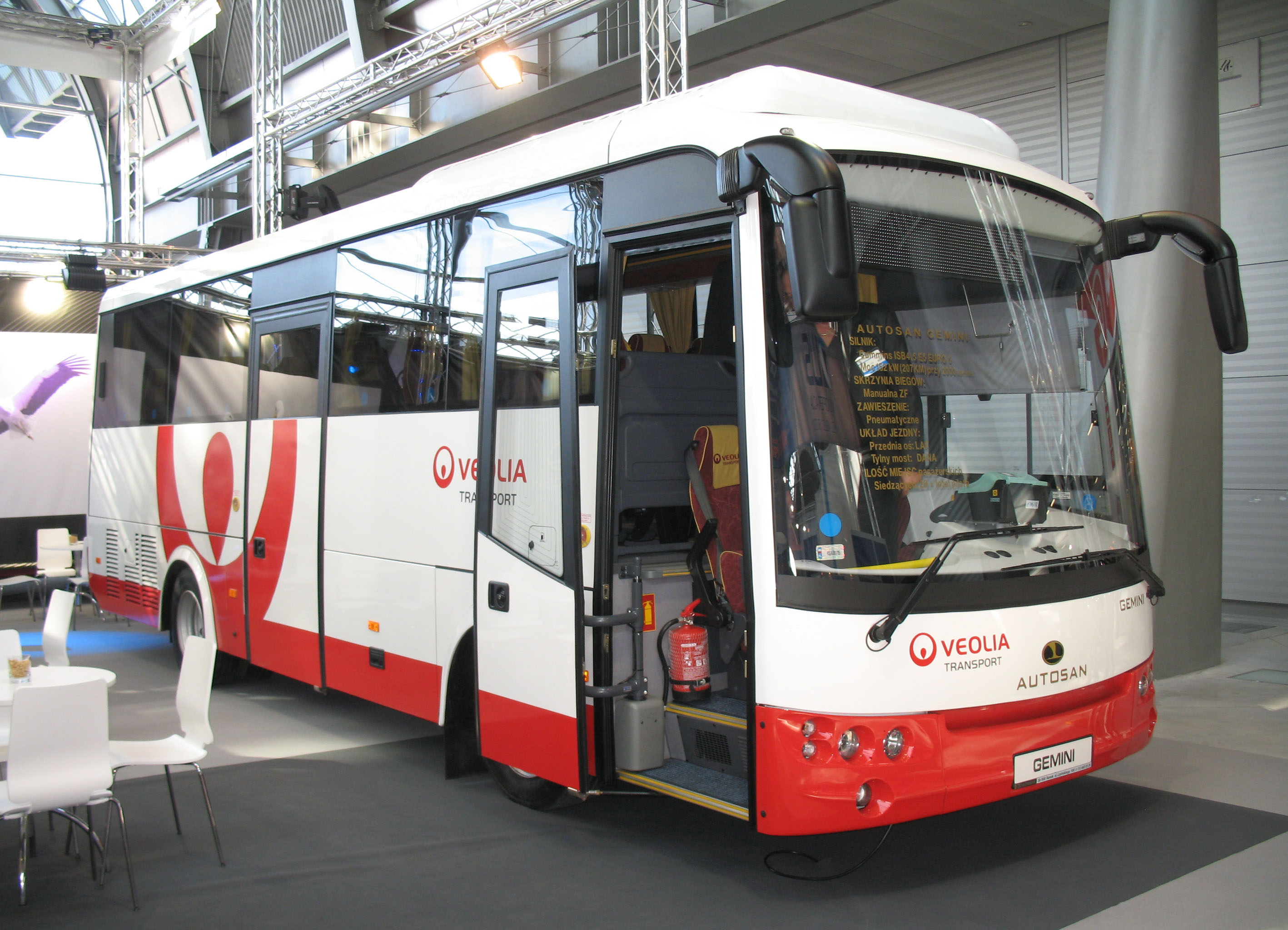
Autocar de turism/interurban Autosan Gemini

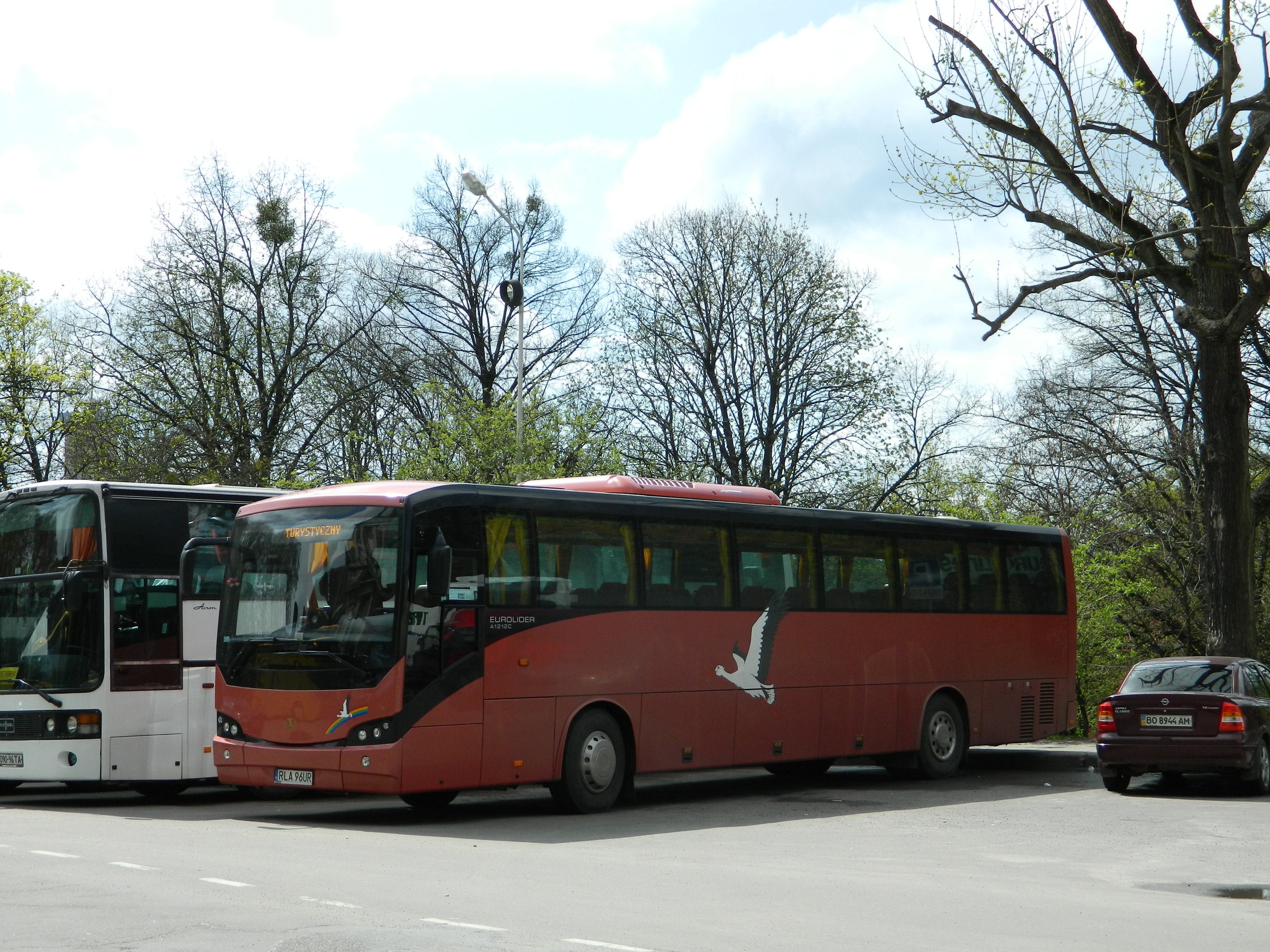
Autobuze interurban Autosan Eurolider 12

Autosan S.A. este o întreprindere poloneză producătoare de autobuze și autocare. Compania este situată în Sanok, Polonia. Rețeaua sa de vânzări include atât țări din Uniunea Europeană cât și țări non-UE, din Africa și din Asia. În prezent, aceasta produce aproximativ 300 de autobuze pe an.

## Produse
- autocare turistice;
- autobuze interurbane;
- autobuzele locale;
- autobuze urbane;
- autobuze autobuze speciale (poliție, penitenciare, utilitare);
- autobuze școlare.